# Pieter Codde
Pieter Jacobsz. Codde (baptisé à Amsterdam, le 11 décembre 1599 – enterré dans la même ville, le 12 octobre 1678) est un peintre néerlandais (Provinces-Unies) du siècle d’or, auteur principalement de scènes de genre et de portraits.

## Biographie
Pieter Codde est baptisé le 11 décembre 1599. Selon certaines sources, il aurait effectué son apprentissage auprès de Frans Hals, mais il fut plus probablement l’élève de Barent Van Someren (1572-1632), qui était à la fois portraitiste, marchand d’œuvres d’art, acteur et aubergiste, ou peut-être de Cornelis Van der Voort (1576-1624).

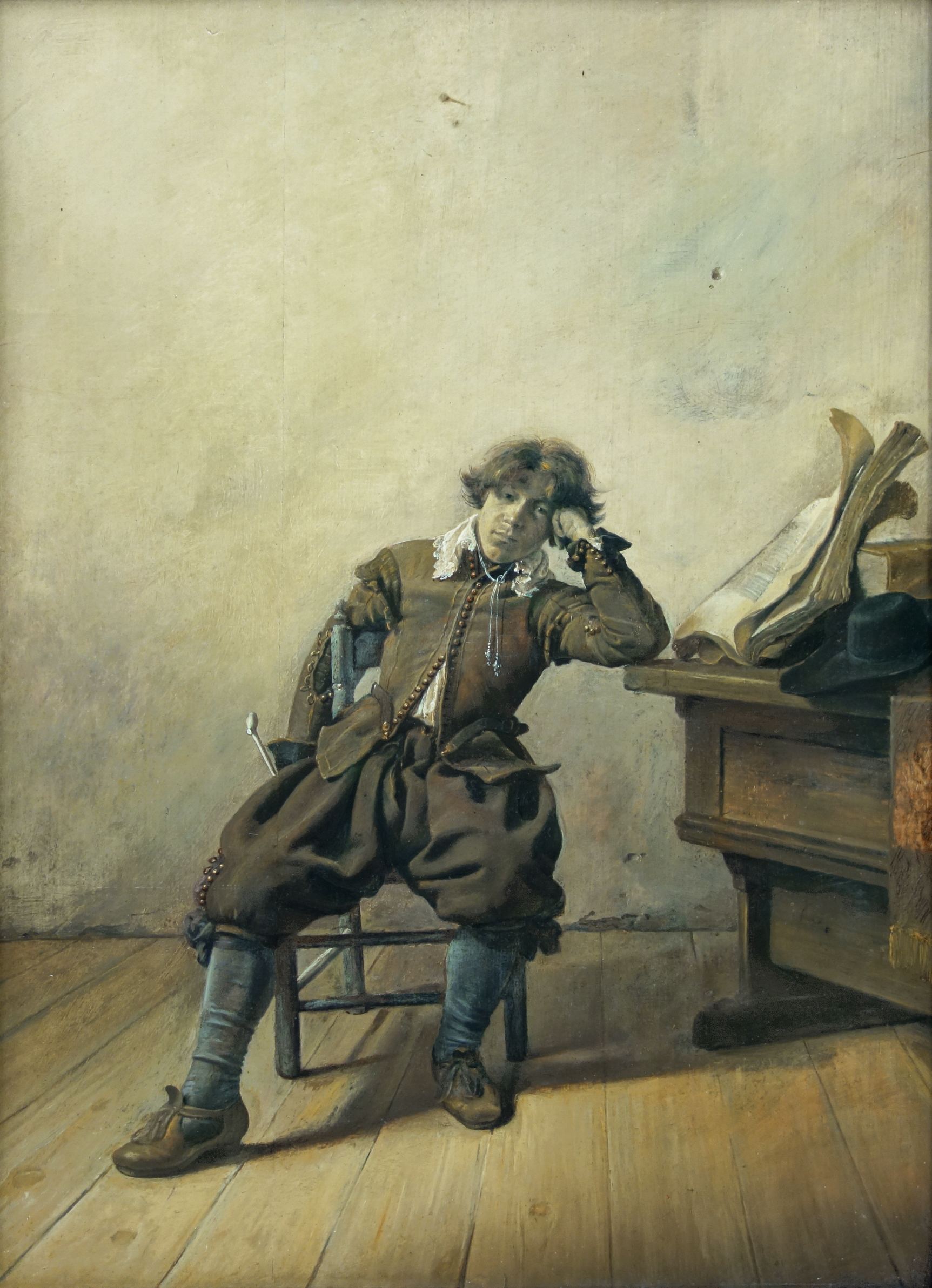
Étudiant à son pupitre - Mélancolie, 1633, Palais des beaux-arts de Lille.

Le 27 octobre 1623, il se marie avec Marritje Aerenstsd Schilt, qui est alors âgée de 18 ans ; c’est dans l’acte du mariage qu’il est pour la première fois mentionné comme peintre. Durant l’été 1625, lors d’une fête organisée par Van Someren dans la propriété de celui-ci, une violente dispute éclate entre Codde et son "ami" et collègue Willem Cornelisz. Duyster. Ils s’envoient les pots dans lesquels ils buvaient au visage, et l’histoire se termine dans le sang.
En 1628 au plus tard, il loue une maison au centre d’Amsterdam dans la Jodenbreestraat (la « Grand-Rue des Juifs ») qui faisait alors partie de la Sint Antoniesbreestraat (la « Grand-Rue Saint-Antoine »), un endroit où résidaient bon nombre de peintres, dont Rembrandt, qui y vécut de 1631 à 1635. Ses affaires vont ensuite prospérer. Tandis que la valeur de ses biens était estimée en 1631 à seulement 1 000 florins, un inventaire dressé quelques années plus tard, en février 1636, révèle qu’il est alors en possession d'une vaste collection de peintures.
En 1636, Codde, après avoir été accusé d’avoir violé la servante, divorce de sa femme ; il est incarcéré mais, faute de preuve, son séjour en prison ne dure qu’une nuit. Marritje, par la suite, vivra avec Pieter Potter, qui était leur voisin et le père du peintre animalier Paulus Potter.
Le 7 janvier 1657, sa situation matérielle lui permet de faire l’acquisition pour 5 000 florins d’une maison sur le Keizersgracht. C’est là qu’il meurt en 1678. Il est enterré le 12 octobre. C’est à sa servante, Barendje Willems, que revient alors la plus grande partie de ses biens.

## Œuvres

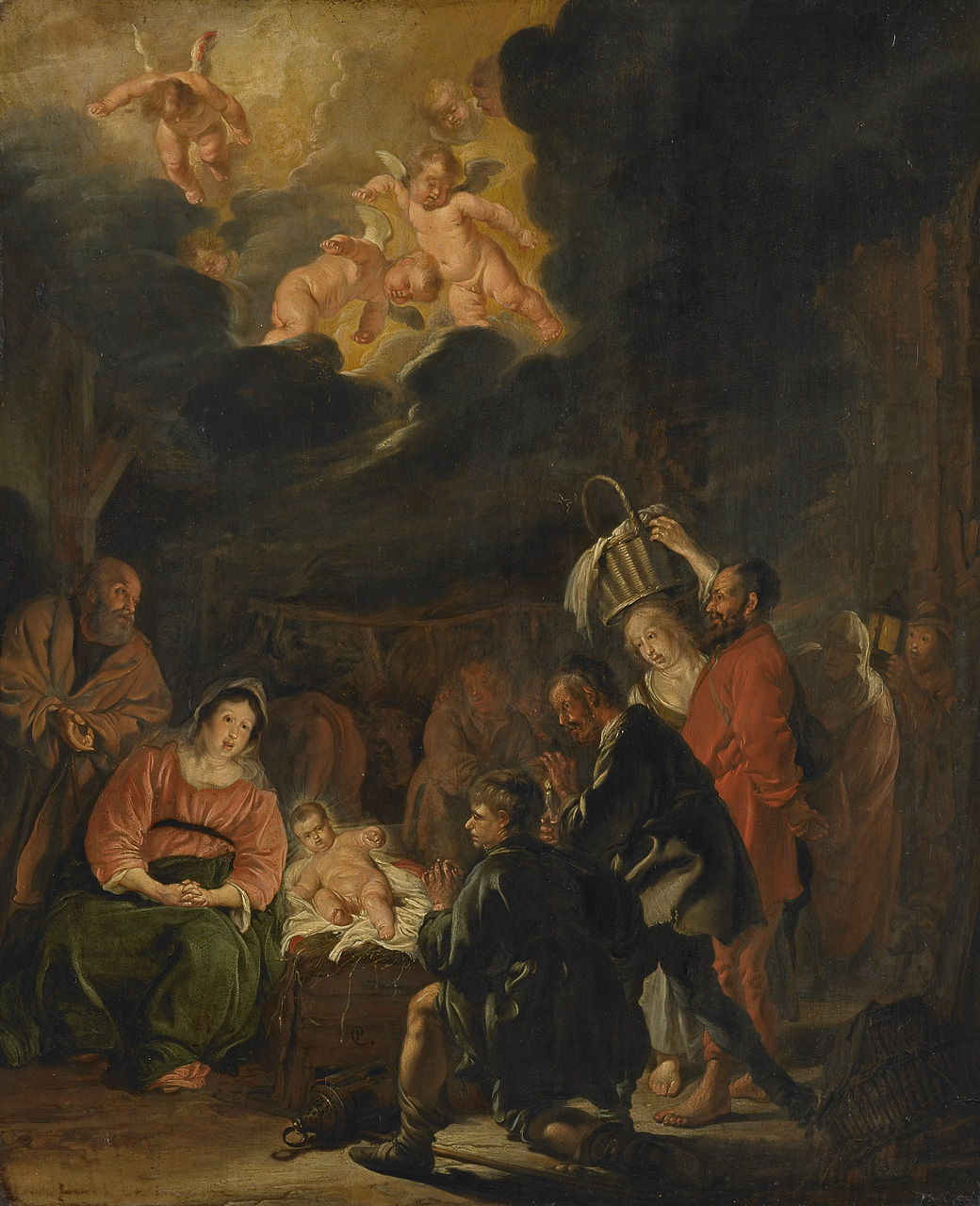
L’Adoration des bergers, 1645 (Rijksmuseum, Amsterdam).

Codde était un peintre techniquement doué. Son œuvre datée la plus ancienne remonte à 1626, un Portrait d’un jeune homme, qui se trouve à présent à l’Ashmolean Museum de l’Université d’Oxford. La plupart de ses peintures les plus connues furent réalisées à Amsterdam, et sont des œuvres de petit format. Elles se caractérisent par des tons gris argenté, et beaucoup représentent des sujets en rapport avec la musique, comme c’est le cas de sa première scène de genre, La Leçon de danse (Musée du Louvre) de 1627, ou encore un Groupe de musicien de 1639, Le Joueur de luth (Philadelphia Museum of Art), et Le Concert, un tableau qui se trouve aujourd’hui à la Galerie des Offices de Florence. Dans le même musée se trouve une autre œuvre de Codde, autre scène de genre, La Conversation. Codde a peint également des œuvres sur des sujets tirés de la Bible, comme L’Adoration des bergers de 1645, à présent au Rijksmuseum d’Amsterdam. 

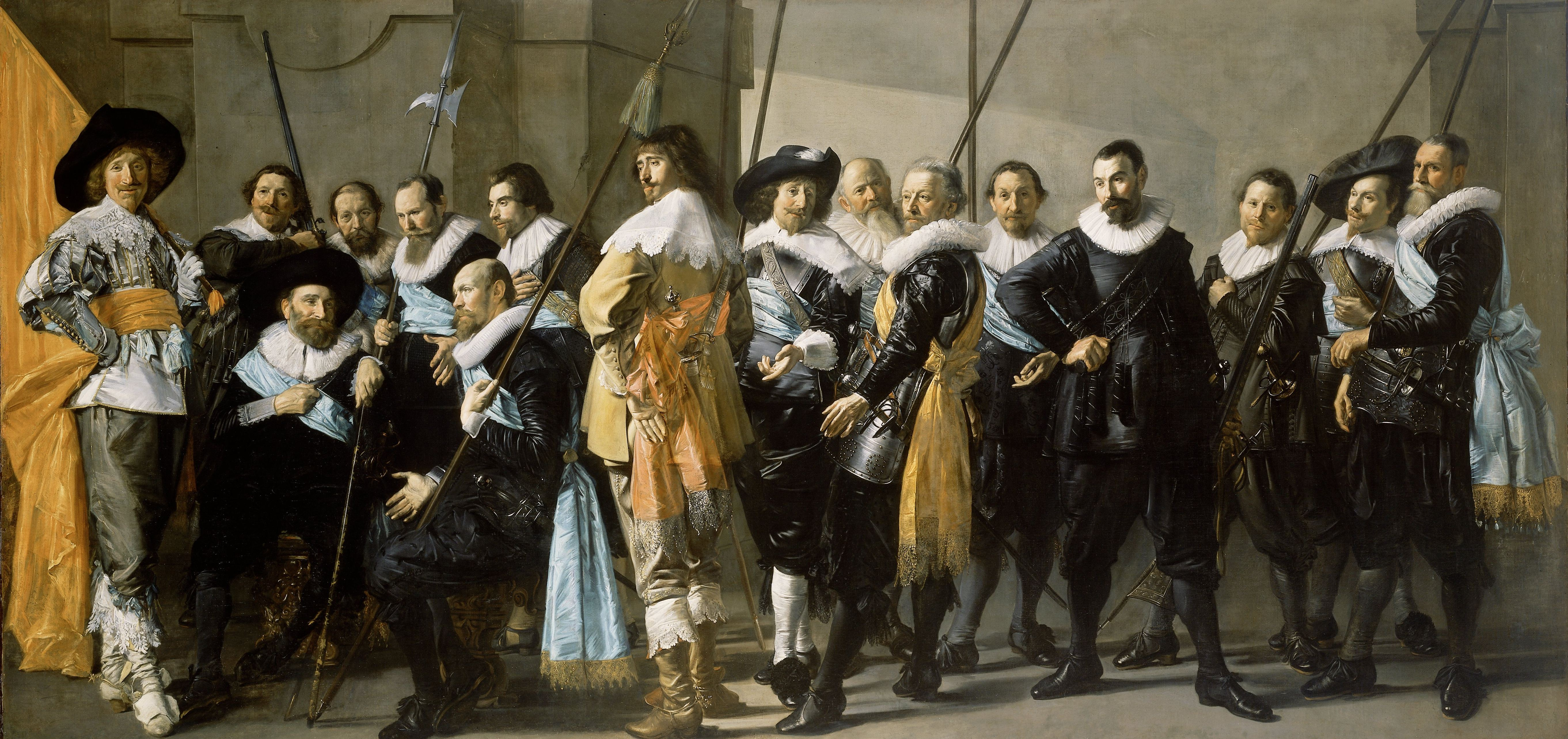
Frans Hals et Pieter Codde, La Compagnie du capitaine Reinier Reael et du lieutenant Cornelis Michielsz. Blaeuw, dite La Maigre Compagnie, 1637.

Bien que l’on ignore s’il fut un élève de Frans Hals, les styles des deux artistes comportent d’indubitables similitudes par certains aspects. En 1637, Codde fut engagé pour terminer un tableau que Hals avait laissé inachevé, Officiers de la compagnie de la guarde civile d’arbalétriers d’Amsterdam sous le commandement du capitaine Reynier Reael et du lieutenant Cornelis Michielsz. Blaeuw. À l’époque, le choix de Codde pour cette tâche n’était pas évident, mais son travail sur ce portrait de groupe s’adapta si bien à celui commencé par Hals, qu’il est à présent difficile de distinguer ce qui est de la main de l’un ou de l’autre. Cependant, les experts du Rijksmuseum, dont le tableau en question fait aujourd’hui partie des collections, affirment que le style de Codde est reconnaissable par son aspect plus lisse. On pense que Hals est l’auteur de l’esquisse générale de la composition, de quelques mains et quelques visages, et d’un personnage en entier, à l’extrême gauche du tableau ; Codde aurait exécuté tout le reste. Cette œuvre a été surnommée La Maigre Compagnie à la suite d’un commentaire du critique Jan Van Dijk, qui trouvait les gardes si minces, qu’elle « pouvait à juste titre être appelée La Maigre Compagnie ». 
Selon certains, l’un des élèves de Codde aurait été Willem Cornelisz. Duyster, qui avait à peu près le même âge que lui, mais la chose semble cependant peu probable. Simon Kick fut leur beau-frère. Adriaen Brouwer, Gerard Terborch, Pieter Quast et Jacob Duck appartenaient également à ce groupe de peintres qui contribuèrent au développement de la peinture de genre. Par ailleurs, il est possible que Codde ait été apparenté au poète homonyme, Pieter Adriaensz Codde.

### Autres œuvres
- Les Musiciens, 1630, Collection Bentinck-Thyssen[9]
- Portrait de deux époux, 1634, huile sur bois, 43 × 35 cm, Mauritshuis, La Haye[10]
- La Mélancolie, v. 1635, huile sur toile, 46 × 34 cm, Palais des beaux-arts, Lille.
- Dame à sa toilette, huile sur bois, 20,2 × 25,5 cm, Musée des Ursulines, Mâcon.

### Bibliothèque
- (en) C. Bigler Playter, Willem Duyster and Pieter Codde : The "Duystere Wereldt" of Dutch Genre Painting, c. 1625-1635, 1972.
- (nl) Wouter Th. Kloek, Een huishouden van Jan Steen Verleden « coll. Verloren Verleden »", Hilversum, 1998  (ISBN 9065504443).
- (de) Saur Allgemeines Künstlerlexikon. Die Bildenden Künstler aller Zeiten und Völker, Saur, Munich - Leipzig, 1998.